# Stålboga sommaropera

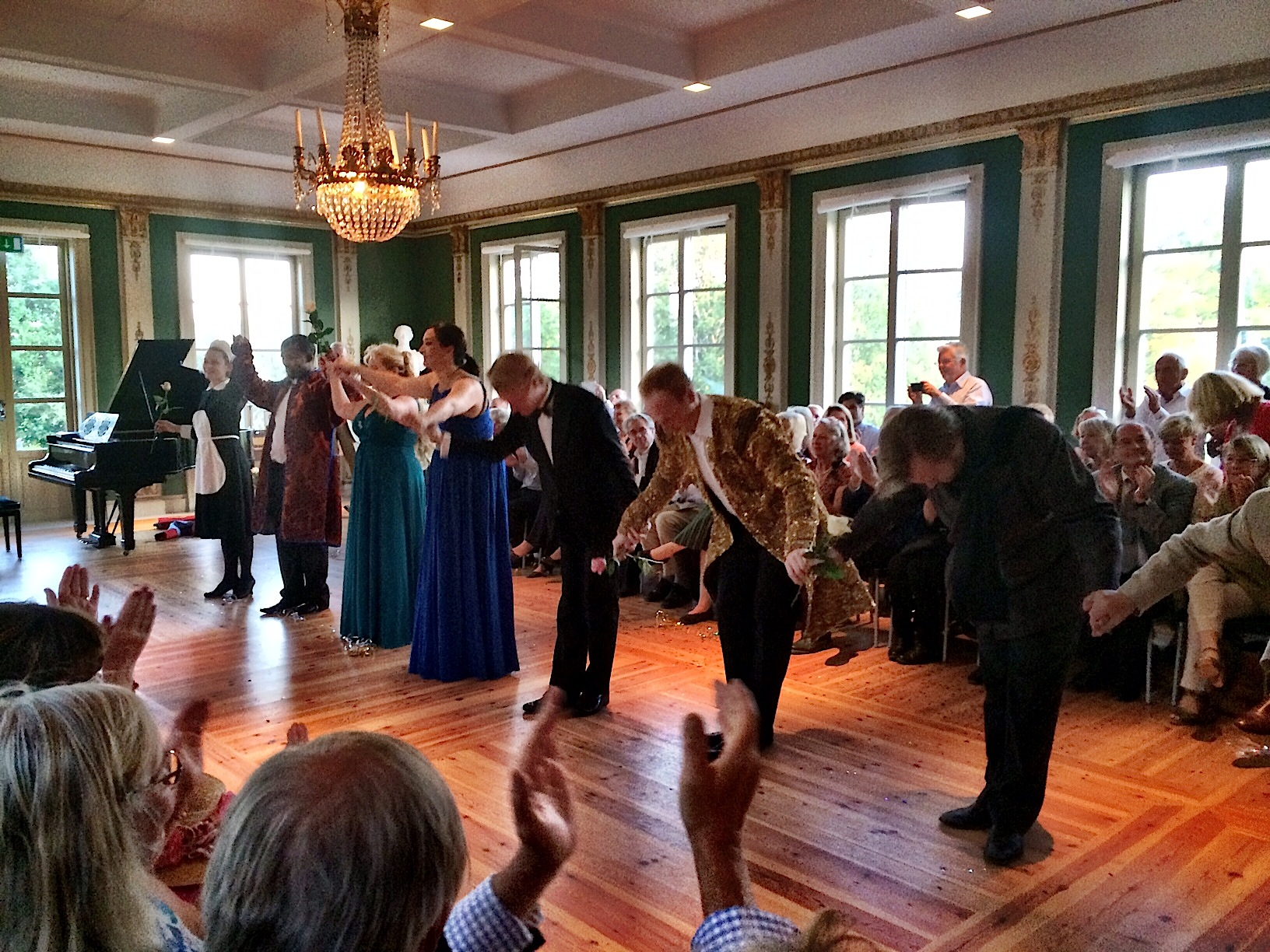
Framförandet av Così van tutte, 2014.

Stålboga sommaropera är ett årligt operaevenemang som äger rum vid Stålboga herrgård i Stålboga i Södermanland, på en liten halvö i sjön Eklången. 2015 och 2014 sattes operan Così fan tutte av Mozart upp. Regissör var Per-Erik Öhrn. 2013 sattes Don Juan upp, också av Mozart och i regi av Per-Erik Öhrn.